# Ophioleptoplax brasiliana
Ophioleptoplax brasiliana is een slangster uit de familie Ophiomyxidae.
De wetenschappelijke naam van de soort werd in 1974 gepubliceerd door Luiz Roberto Tommasi & Jorge de Abreu.